# 마지막 무대
《마지막 무대》(폴란드어: Ostatni etap, 영어: The Last Stage)는 1948년 개봉된 폴란드 영화이다. 폴란드 첫 여성 감독이자 폴란드 영화계의 대모라 불리는 반다 야쿠보프스카 감독의 첫 장편 연출작으로, 아우슈비츠 수용소 내 여성 수감자들의 삶을 다루고 있다. 감독 본인의 실제 아우슈비츠 수감 경험을 바탕으로 하고 있으며 실제 수감 당시부터 기획되어 동료 수감자들로부터 들은 이야기를 소재로 삼았다.
2019년 서울국제여성영화제의 '폴란드 여성영화의 힘' 기획전에서 상영되었다.